# Гварини, Гварино
Гвари́но Гвари́ни, также Гуарино Гуарини (итал. Guarino Guarini, 17 января 1624, Модена — 6 марта 1683, Милан) — итальянский архитектор позднего барокко, математик, философ и богослов, монах ордена театинцев. Работал в Пьемонте, на севере Италии, а также на Сицилии, во Франции и Португалии. Его радикальный барочный стиль известен как architectura obliqua («криволинейная архитектура»).
Архитектора Гварино Гварини Гварино не следует путать с его тёзкой Гуарино Гуарини, или Гварини да Верона (Гварино Веронезе) — итальянским поэтом и переводчиком XV века.

## Биография
Камилло Гуарини, или Гварини, родился в Модене в 1624 году. Следуя пути, избранному его старшим братом Эудженио, Гварини в возрасте пятнадцати лет вступил в Театинский орден в качестве послушника 27 ноября 1639 года. Руководство ордена отправило его в Рим, в монастырь Сан-Сильвестро-аль-Квиринале, где он изучал теологию, философию, математику и архитектуру. В 1647 году Гварини вернулся в Модену и 17 января 1648 года был рукоположён в священники. 9 марта 1648 года он стал казначеем, или управляющим финансовыми делами, театинского ордена в Модене.
В 1650 году Гварини был назначен лектором философии, а Эудженио в 1653 году — прокуратором монастыря. В 1654 году Эудженио уехал из Модены, чтобы преподавать философию в Ферраре. Несколько позднее — Гварини тогда был 31 год — он был избран главой-настоятелем театинского ордена в Модене. Однако избрание главой ордена положило начало спорам с герцогом Альфонсо IV д'Эсте, который предпочитал видеть в этой должности Бернардо Кастаньини и неоднократно сообщал об этом ордену. Письмом от 25 февраля 1655 года Альфонсо д’Эсте сообщили, что Гварино Гварини подал в отставку. 9 сентября 1658 года Гварини был принят Театинским орденом в Парме.
В 1656 году он, по-видимому, посетил Лиссабон и Прагу. Между 1657 и 1659 годами жил в Испании, где изучал мавританскую архитектуру; это повлияло на стиль некоторых его зданий в Турине. В 1657 году ненадолго вернулся в Мессину.
В 1660 году Гварини был назначен профессором архиепископской семинарии в Мессине (Сицилия). Во время своего пребывания в семинарии Гварини преподавал математику и философию, и ему было поручено несколько архитектурных проектов, которыми он занимался в течение следующих двух лет, включая проект фасада церкви Сантиссима Аннунциата (разрушенной землетрясением 1908 года), а также прилегающего монастыря Сан-Винченцо. Он также строил церковь Сан-Филиппо и церковь отцов Сомаски, религиозного ордена, основанного в 1532 году Джероламо Эмилиани для благочестивого служения бедным. Во время пребывания в Мессине Гварини опубликовал своё первое литературное произведение, сложную нравственно-поэтическую драму под названием «Триумфальное оплакивание» (La Pietà Trionfante). Эта история напоминает моральную аллегорию, присутствующую в греческих мифах.
Период 1657—1660 годов также называют «пустыми годами», или годами странствий, поскольку детали путешествий Гварини достоверно неизвестны. В 1662 году он ненадолго вернулся в Модену, откуда его вызвали в Париж, где он проектировал монастырь Святой Анны для театинцев, прервал работу, а затем возобновил её в 1714 году (монастырь разрушен в 1820 году). В Париже Гварини преподавал теологию и опубликовал трактат «Система философии» (Placita philosophica, 1665), в котором защищается геоцентрическая концепция Вселенной.
В 1666 году Гварино Гварини прибыл в Турин; в 1668 году герцог Савойский Карл Эммануил II назначил Гварини своим инженером и математиком, и ему было поручено построить «Капеллу Святейшей Плащаницы» (la cappella della Sindone) Туринского собора. В Турине Гварини построил ряд церквей и других зданий, в частности, знаменитое Палаццо Кариньяно (1679). В том же году Мария Джованна ди Савойя-Немур поручила Гварини построить церковь Святого Филиппо Нери.
В 1678 году архитектор расширил Кастелло Раккониджи, а в 1679 году основал для иезуитов Collegio dei nobili, ныне Академия наук; он также спроектировал церковь Святой Марии Альтеттингской в Праге, но скончался в Милане 6 марта 1683 года, незадолго до начала работ.
В дополнение к практической деятельности архитектора Гварини опубликовал теоретический трактат под названием "Способ обмеров построек (Il modo di misurare le fabbriche, 1674) и книгу по военной инженерии (Trattato di fortificatione che hora si usa in Fiandra, Francia, et Italia, 1676). После его смерти театинцы опубликовали «Чертежи гражданской и церковной архитектуры» (Disegni d’architettura civile et ecclesiastica), гравированный сборник проектов архитектора (1686). Полный трактат, его главная работа: «Гражданская архитектура» (Architettura civile), был опубликован в 1737 году Бернардо Виттоне. Эта книга была широко распространена в Австрии и Германии, способствуя образованию таких архитекторов, как Иоганн Лукас фон Хильдебрандт, Иоганн Бернхард Фишер фон Эрлах и Бальтазар Нойман.

## Архитектурный стиль
Гварини был одним из самых оригинальных архитекторов XVII века, учившихся конструированию у средневековых строителей, ценивших готику и в то же время следовавшим геометрическим идеям эпохи барокко. В своих архитектурных проектах Гварини опирался на знание стереометрии, среди всех геометрических фигур отдавая предпочтение спирали и овалу, как наиболее динамичным. Он изучал романскую архитектуру, в своих конструктивных аспектах наиболее близкую строениям аббатства Сакра-ди-Сан-Микеле (Пьемонт). На Сицилии и в Испании он имел возможность изучать исламскую архитектуру.
Гварини был главным мастером итальянского позднего барокко в северной Италии, где он работал с 1666 года, особенно в Турине для Дома Савойи. Здесь же были созданы его основные произведения. Он опубликовал четыре трактата на математические и астрономические темы. Как архитектор находился под влиянием Франческо Борромини. При постройке церкви Божественного Провидения в Лиссабоне и Палаццо Кариньяно в Турине проявил себя незаурядным мастером замысловатых архитектурных решений. У Борромини Гварини учился использовать сложную геометрию в качестве основы планов зданий. Так, например, римская церковь Сант-Иво алла Сапиенца (1642—1662), представляет собой звёздный шестиугольник, созданный путем наложения двух равносторонних треугольников. Гварини использовал такой формат в куполе пресбитерия церкви Сан-Лоренцо в Турине. Палаццо Кариньяно имеет многие параллели с церковью Сан-Карло алле Куатро Фонтане работы Борромини в Риме. Жермен Базен отмечал: «Используя пересекающиеся планы и продуманные пространственные модуляции, падре Гварино Гварини изобретательно сочиняет интерьер церкви как музыкальное произведение. Купол церкви Сан Лоренцо, построенной им в Турине, с переплетающимися арками свидетельствует о восхищении художника мусульманской архитектурой, с которой он познакомился в Сицилии». В. Г. Власов к этому добавлял: «Стиль своих сооружений Гварини связывал с абсолютной гармонией математических соотношений, но парадоксальным образом добивался мистического, иррационального впечатления».
Несмотря на аналогии с постройками Борромини и аллюзии с архитектурой Ислама разрыв Гварини с классической архитектурой был радикальным.
Труды Гварини «Placita Philosophica» (1665), «Euclides Adauctus» (1671) и «Architettura Civile» (1686) стали классикой начертательной геометрии. Последняя работа, опубликованная посмертно, отражает приверженность автора достижениям готической архитектуры.
Гварини также повлиял на историю архитектуры «к северу от Альп благодаря своему виртуозному проникновению в геометрические формы, его вдохновение распространилось также на архитектуру барокко южной Германии и Австрии XVIII века».
- Королевская церковь Святой Анны. Проект. 1662. Париж (разрушена в 1823 году)
- Капелла Сакра Синдоне (Святейшей плащаницы) Туринского собора. Купол. 1668
- Капелла Сакра Синдоне. Подкупольное пространство
- Капелла Сакра Синдоне. Вид купола
- Церковь Санта-Мария-ин-Арачели. 1743. Виченца
- Кастелло Раккониджи (расширение и частичная перестройка) 1678. Пьемонт
- Палаццо Кариньяно. Фасад. 1679–1685. Турин
- Церковь Сантиссима Аннунциата  (Святейшего Благовещения). 1660. Мессина (разрушена землетрясением 1908 года)
- Церковь Сан-Лоренцо. 1668–1687. Турин
- Церковь Сан-Лоренцо. Интерьер средокрестия
- Интерьер
- Церковь Сан-Лоренцо. Подкупольное пространство
- Церковь Сан-Лоренцо. Купол
- Сантуарио делла Консолата (Церковь Девы Утешения). 1678. Турин
- Церковь Иммаколата Концессионе (Церковь Непорочного зачатия Девы Марии). 1675. Турин

## Математические и философские работы
Гварини в общей сложности написал десять трактатов по множеству предметов, включая архитектуру, математику и астрономию. В 1665 году он опубликовал «Систему философии» (Placita Philosophica), большой математико-философский трактат, разделённый на семь книг. Гварини опубликовал эту работу, будучи профессором богословия в Париже. Это всеобъемлющая прагматичная система, охватывающая области логики, анатомии, биологии, астрономии, физики, теологии и метафизики. Принято считать, что эта работа принадлежит к школе мысли, называемой барочной схоластикой. Концепция Гварини также имеет сходство с окказионализмом Николя Мальбранша. Содержание трактатов указывает на то, что Гварини внимательно следил за научными разработками той эпохи. В некоторых случаях он поддерживал их — например, открытие Галилеем того факта, что небесные объекты материальны и подвержены разрушению. Хотя, следуя взглядам Аристотеля, Гварини отрицал существование вакуума, он описывал и обсуждал устройство барометра Торричелли и барометрический эксперимент со стеклянной трубкой, закрытой сверху и наполненной ртутью.
«Placita» Гуарини включает обширный раздел по теоретической астрономии. Гварини защищал систему Птолемея, отвергая взгляды Коперника и Тихо Браге. Он демонстрировал хорошее знание современной науки и часто цитировал работы Иоганна Кеплера и Галилея.
Гварини дал пространное описание движения планет и Солнца в соответствии с геоцентрической моделью. Он довольно точно определял расстояние между Луной и Землей и заключал, что наблюдение Галилея за изменением лунного расстояния связано с изменением скорости; что когда Луна оказывается ближе к Земле, она движется быстрее. Гварини пытался обнаружить причину этого, используя евклидову геометрию, триангуляцию и квадратуру (квадратуру) —доступные методы того времени, которые предшествовали развитию исчисления и закона всемирного тяготения Ньютона. До публикации «Начал» Ньютона Гварини теоретизировал, что скорость света постоянна, а движение света представляет собой возмущение или волну. Гварини также предполагал, что свет проходит от Солнца к Земле в вакууме (coniuncta soli est: unde vacua luce), пока не достигает атмосферы, создавая тепло, ветер и движение океана.
Его основная работа, названная «Euclides adauctus et methodicus» (1671), представляет собой трактат по начертательной геометрии в тридцати пяти книгах. Первые три книги повторно вводят аргументы философского характера, уже затронутые в «Placita Philosophica», в частности, относительно существования неделимых. Гварини комментировал работы Бонавентуры Кавальери, восхваляя его метод неделимых. Вывод Гварини сформулирован в девяти пунктах и заканчивается суждением, что Кавальери не дал действительного и очевидного доказательства, потому что в своем методе он идет от одного вида к другому: неделимые сегменты (первого вида) образуют поверхность (второго вида), а такая пропорция между фигурами разных видов не допускается в геометрии. В книгах IV—XII Гварини излагал и доказывал положения, изложенные Евклидом в книгах I—VII и X «Начал». Книги XXII и XXXIII посвящены объемной геометрии, пересечению плоскостей и вписыванию пяти правильных многогранников в сферу, теме, затронутой Евклидом в его книгах XI, XII и XIII. В последних двух книгах «Euclides adauctus» и в Приложении, добавленном к работе вскоре после 1671 года, Гварини излагал дело с объёмами тел, содержащимися на плоских поверхностях, таких как пирамиды и призмы, а также на искривленных поверхностях.
Сильный математический фон Гварини очевиден в его архитектурных работах. Как он утверждает в своем «Euclides adauctus et methodicus»: «Thaumaturga Mathematicorum miraculorum insigni, vereque Regali architectura coruscat» — «Магия чудесных математиков ярко сияет в чудесной и поистине царственной архитектуре».